# Co-branded
Co-branded são cartões de crédito similares aos cartões Private label, só que com a vantagem do cliente poder comprar em qualquer estabelecimento credenciado a bandeira do cartão e não somente na rede varejista em que o cartão foi emitido.
Os cartões co-brandes foram inicialmente idealizados por Henry Ford para facilitar o acesso a crédito para seus possíveis clientes.